# Kiss the Girls
Kiss the Girls is een Amerikaanse thriller uit 1997 onder regie van Gary Fleder. Hij baseerde het verhaal hiervan op dat uit het gelijknamige boek van James Patterson. Hoofdpersonage Alex Cross verscheen in 2001 opnieuw in Along Came a Spider, eveneens een verfilming van een boek van Patterson, maar verhaaltechnisch geen vervolg op Kiss the Girls. Cross wordt in beide films gespeeld door acteur Morgan Freeman.
Actrice Ashley Judd werd voor haar bijrol in Kiss the Girls genomineerd voor een Golden Satellite Award.

## Verhaal
Dr. Alex Cross (Morgan Freeman) is een forensisch psycholoog die in Washington D.C. het politieteam van de DCPD bijstaat. Hij wordt door zijn vriend en rechercheur John Sampson (Bill Nunn) betrokken bij een zaak die hem persoonlijk aangaat. Het gaat om de vermissing van Naomi (Gina Ravera), de dochter van Cross' zus May (Anna Maria Horsford). Daarom rijdt hij hoogstpersoonlijk naar Durham om te zien of hij het rechercheteam dat belast is met de zaak bij kan staan. Daar komt Cross te weten dat Naomi er één is van acht mooie, jonge vrouwen die vermoedelijk allemaal door dezelfde dader zijn ontvoerd. Twee daarvan zijn vermoord teruggevonden, vastgebonden aan een boom in het bos, een stuk van hun haar afgeknipt en met ongebruikelijke vaginale verwondingen. Bij een van de twee lijken werd een briefje aangetroffen afkomstig van de dader, ondertekend met 'Casanova'.
Na een paar uur gewacht te hebben op het politiebureau in North Carolina kan Cross meerijden met twee plaatselijke rechercheurs, Davey Sikes (Alex McArthur) en Nick Ruskin (Cary Elwes). Ze gaan op weg naar het bos want daar is zojuist het lichaam aangetroffen van een derde vermoord slachtoffer van Casanova, Megan Murphy (Heidi Schanz). Door haar te doden blijkt de ontvoerder een 'vacature' te hebben voor een nieuw meisje, want kort daarop wordt de alleen wonende arts-assistente Kate McTiernan (Ashley Judd) 's nachts uit haar huis ontvoerd. Casanova verdoofde haar met sistol en wanneer ze ontwaakt bevindt ze zich vastgebonden aan een bed in een ondergronds gewelf. Door te schreeuwen komt ze erachter dat er in aangrenzende kamers meer vrouwen vast worden gehouden. Die roepen hun namen, maar ook dat McTiernan moet stoppen met schreeuwen. Dit is tegen Casanova's regels en wanneer iemand die overtreedt, vermoordt Casanova haar. Dat blijkt waar want de moordenaar is al op weg naar McTiernan om haar voorgoed het zwijgen op te leggen. Wanneer hij haar een dodelijke injectie wil geven, geeft ze hem niettemin een trap en zet ze het op een rennen. Zo ontvlucht ze het gewelf, rent ze door de bossen en springt ze uiteindelijk van een hoge klif een rivier in.
Nadat McTiernan door lokale vissers bewusteloos van het water naar het ziekenhuis is gebracht, probeert Cross haar daar te spreken. Door de injecties die ze kreeg, is echter haar geheugen aangetast en kan ze enkel fragmenten van haar verblijf in het gewelf en vlucht daaruit bovenhalen. Bovendien verscheen Casanova alleen gemaskerd. Wel bevestigt ze dat Naomi een van de namen van zijn andere gevangenen was. Cross achterhaalt niettemin ook dat het middel waarmee McTiernan ingespoten is, sistol is. De enige die dat de laatste vijf jaar bestelde in de regio, is plastisch chirurg William Rudolph (Tony Goldwyn), die dat in zijn branche helemaal niet nodig heeft.
Hoewel Rudolph ontkomt aan een politieteam, vinden de agenten in zijn huis bewijs van zijn daden. Niet alleen ligt er sistol, maar de arts heeft ook een verzameling afgezaagde voeten van slachtoffers verstopt liggen. De plaats delict overtuigt Cross er niettemin - terecht- van dat ze niet te maken hebben met één dader, maar met meerdere personen die in verschillende regio's opereren. Zij zijn samen verantwoordelijk zijn voor de moorden die de politie toeschreef aan verschillende, individuele bijnamen dragende seriemoordenaars. De persoon die achter het masker van Casanova schuilgaat, is niet alleen zelf een seriemoordenaar, maar ook de aanjager van hun daden. Na het oppakken van arts Wick Sachs (William Converse-Roberts) lijkt de zaak opgelost, maar Cross merkt vervolgens dat de echte Casanova nog niet is gepakt. Agent Ruskins handschrift komt namelijk exact overeen met die op het briefje dat Casanova bij zijn tweede slachtoffer achterliet. Cross moet zorgen dat hij bij McTiernan komt voordat die Ruskin nietsvermoedend binnenlaat en hij haar alsnog vermoordt.

## Rolverdeling
| Acteur                   | Personage                          |
| ------------------------ | ---------------------------------- |
| Morgan Freeman           | Dr. Alex Cross                     |
| Ashley Judd              | Dr. Kate McTiernan                 |
| Cary Elwes               | Nick Ruskin                        |
| Alex McArthur            | Davey Sikes                        |
| Jay O. Sanders           | FBI-agent Kyle Craig               |
| Brian Cox                | Commissaris Hatfield (Durham P.D.) |
| Bill Nunn                | John Sampson                       |
| Richard T. Jones         | Seth Samuel                        |
| Jeremy Piven             | Henry Castillo (LAPD)              |
| Gina Ravera              | Naomi Cross                        |
| Heidi Schanz             | Megan Murphy                       |
| William Converse-Roberts | Dr. Wick Sachs                     |
| Roma Maffia              | Dr. Ruocco                         |
| Tatyana Ali              | Janell Cross                       |
| Helen Martin             | Oma Cross                          |
| Mena Suvari              | Coty Pierce                        |
| Rick Warner              | Brigadier Willard                  |
| Dianna Miranda           | Jennifer                           |
| Tony Donno               | Eathen (onvermeld)                 |
| Anna Maria Horsford      | Vickie Cross (onvermeld)           |
| Billy Blanks             | Sportinstructeur                   |